# Рио-Чико (приток Санта-Крус)
Рио-Чико (исп. Río Chico) — река в Аргентине, правый приток реки Санта-Крус. Протекает по территории провинции Санта-Крус. Длина Рио-Чико — 426,2 км. Площадь водосборного бассейна реки — 25722,35 км².
Начинается при слиянии рек Листа, стекающей с гор Сьерра-де-лас-Вакас, и Капитан, истоком которой является озеро Кирога-Гранде. От истока течёт в юго-восточном направлении, огибая озёра Стробель и Кардьель. В среднем течении делится на рукава, образуя речные острова Исла-Гренде-дель-Рио-Чико и Корпен. Впадает в залив Санта-Крус, являющийся эстуарием одноимённой реки.
Основные притоки — реки Бельграно (левый), Чалия, Корпен (правые).
Климат местности характеризуется малым количеством осадков (около 200 мм в год) и сильными ветрами (скорость — до 50 км/ч). Средняя температура января равна 15 °C, июньская — 0,5 °C. Тип растительности — степная, с присутствием кустарников вида Mulium spinosum. Только на западной окраине бассейна, на территории национального парка Перито-Морено, присутствуют нотофагусовые леса. В долине реки отмечено обитание грызунов семейств хомяковых (подсемейство Sigmodontinae) и туко-туковых.
На берегах реки стоят населённые пункты Лас-Оркетас, Тамель-Айке, Каньядон-Леон, Корпен-Айке